# ISO 3166-2:DJ
ISO 3166-2 données pour Djibouti.

## Mise à jour
ISO 3166-2:2005-09-13 n° I-7

## Ville (1) (fr)
1. DJ-DJ Djibouti

## Régions (5) (fr)
1. DJ-AS Ali Sabieh
2. DJ-AR Arta
3. DJ-DI Dikhil
4. DJ-OB Obock
5. DJ-TA Tadjourah